# Alain Bondue
Alain Bondue (Roubaix, 8 aprile 1959) è un ex pistard, ciclista su strada e dirigente sportivo francese, professionista del 1980 al 1987.
Da dilettante fu argento olimpico a Mosca 1980 nell'inseguimento individuale; nella stessa specialità fu anche due volte campione del mondo tra i professionisti e più volte campione nazionale. Su strada vinse una tappa alla Vuelta a España nel 1986.

## Carriera
Attivo come pistard, si dedicò, contemporaneamente, anche alla strada, mettendosi in evidenza spesso nei prologhi, ma non solo, dove le sue doti di pistard erano maggiormente sfruttabili.
Nel 1982 colse un secondo posto alla Milano-Sanremo. In una gara imprevedibile Bondue andò in fuga, con altri tredici ciclisti, fin dai primi chilometri. Rimasto solo con il connazionale Marc Gomez sulla Cipressa, e con i favoriti ormai attardati, Bondue scivolò alla prima curva della discesa del Poggio e, pur rialzandosi prontamente, non poté più colmare il distacco da Gomez, che lo precedette sull'arrivo di via Roma di una decina di secondi.
Nel 1984 ottenne un altro podio in una delle Classiche monumento chiudendo al terzo posto la "corsa di casa", la Parigi-Roubaix. Dopo aver attaccato da lontano con il compagno di squadra Gregor Braun, i due vennero raggiunti da Sean Kelly e Rudy Rogiers. Si formò un drappello di quattro uomini che però durò poco, visto che Braun, già stanco e in precedenza aspettato da Bounde, si staccò subito. Dopo pochi chilometri, negli ultimi tratti di pavé prima dell'arrivo a Roubaix, si staccò anche Bondue, che non poté fare altro che mantenere la sua terza posizione, mentre Kelly vinceva battendo in volata Rogiers.
Nel 1986 vinse la sedicesima tappa della Vuelta a España, la Albacete-Jaén di 264 chilometri, precedendo il belga Lucien Van Impe. Dopo il prematuro ritiro, avvenuto nel 1987 per mancanza di risultati, tornò nel mondo del ciclismo dieci anni dopo come dirigente della formazione francese Cofidis, svolgendo prima il ruolo di addetto alle pubbliche relazioni e poi quello di team manager fino al maggio del 2004.

## Palmarès

### Strada
- 1980 (dilettanti)

2ª tappa Tour de Loir-et-Cher
5ª tappa Tour de Loir-et-Cher
- 1981

Grand Prix de Saint Raphael
- 1982

Prologo Grand Prix du Midi Libre (cronometro)
- 1984

Boucles des Flandres
- 1986

16ª tappa Vuelta a España (Albacete > Jaén)

#### Altri successi
- 1982

Criterium di Wasquehal
- 1983

Criterium di Parigi
- 1984

Criterium di Bain-de-Bretagne
- 1985

Prix de Villeneuve d'Ascq (Criterium)
Criterium di Joué-lés-Tours
- 1986

2ª tappa Tour de France (cronosquadre)
Criterium di Joué-les-Tours

### Pista
- 1978 (dilettanti)

Campionati francesi, Inseguimento individuale dilettanti
- 1979 (dilettanti)

Campionati francesi, Inseguimento individuale dilettanti
Campionati francesi, Inseguimento a squadre
- 1980 (dilettanti)

Campionati francesi, Inseguimento individuale dilettanti
Campionati francesi, Inseguimento a squadre
- 1981

Campionati mondiali, Inseguimento individuale
Campionati francesi, Inseguimento individuale
- 1982

Campionati mondiali, Inseguimento individuale
Campionati francesi, Inseguimento individuale
- 1985

Campionati francesi, Inseguimento individuale
- 1986

Campionati francesi, Inseguimento individuale

## Piazzamti

### Grandi Giri
- Tour de France

1984: 99º
1985: 121º
1986: 124º
- Vuelta a España

1986: 102º

### Classiche monumento
- Milano-Sanremo

1982: 2º
1983: 74º
- Parigi-Roubaix

1983: 10º
1984: 3º
1986: 22º
1987: 32º

### Competizioni mondiali
- Mondiali su pista

Monaco di Baviera 1978 - Inseguimento individuale dil.: 4º
Amsterdam 1979 - Inseguimento individuale dil.: 3º
Brno 1981 - Inseguimento individuale: vincitore
Leicester 1982 - Inseguimento individuale: vincitore
- Giochi olimpici

Mosca 1980 - Inseguimento individuale: 2º
Mosca 1980 - Inseguimento a squadre: 5º